# Akvædukten i Kavala
Akvædukten i Kavala, populært kendt som Kamares (græsk: Καμάρες, "buer"), er en velbevaret akvædukt i byen Kavala i det nordøstlige  Grækenland, og er et af byens vartegn.
Mens akvædukten er af romersk oprindelse, blev den nuværende struktur genopbygget af osmannerne i det 16. århundrede. En byzantinsk barrieremur fra begyndelsen af 1300 -tallet, bygget som en del af befæstningerne på Akropolis i Kavala, fungerede sandsynligvis også som en akvædukt. I så fald ville det have været et sjældent eksempel på en byzantinsk akvædukt, da byzantinske byer mere typisk brugte brønde og cisterner frem for enten at vedligeholde eksisterende romerske akvædukter eller bygge nye. Spærrevæggen blev erstattet med den nuværende buede akvædukt under Süleyman 1. under reparation og forbedring af de byzantinske befæstninger. Nogle forfattere daterer denne konstruktion til tidspunktet for belejringen af Rhodos i 1522, men en mere sandsynlig dato er mellem 1530 og 1536. Så sent som i 1911 forsynede akvædukten byen med drikkevand fra Pangaiobjergene.